# Herrschaftsgericht Wiesentheid
Das Herrschaftsgericht Wiesentheid war ein Herrschaftsgericht der Grafen von Schönborn zu Wiesentheid.
Die im Heiligen Römischen Reich Deutscher Nation bestehende Herrschaft Wiesentheid wurde nach dessen Auflösung im Jahr 1806 dem neu gebildeten Rezatkreis zugeschlagen. Hier hatte es den Status eines Patrimonialgerichtes. 1810 kam dieses infolge eines Staatsvertrages zwischen dem Königreich Bayern und dem Großherzogtum Würzburg an letzteres; dieses wurde bereits 1817 dem bayerischen Untermainkreis einverleibt. Am 31. Juli 1820 wurde das Patrimonialgericht zum Herrschaftsgericht erhoben. Es bestand aus zwei Ruralgemeinden:
- Atzhausen mit Brückenmühle, Hammermühle und Pfundmühle;
- Wiesentheid mit Erlachsmühle und Wasenmeisterei.

1829 gab es insgesamt 1326 Einwohner, wovon 1262 Katholiken und 64 Protestanten waren. Es gab 7 Ortschaften: 1 Pfarrdorf, 1 Kirchdorf und 5 Einöden.
Des Weiteren unterstanden neun Familien in Geesdorf und drei Familien in Schallfeld dem Herrschaftsgericht Wiesentheid.
Am 16. Mai 1848 wurde es in die Gerichts- und Polizeibehörde Rüdenhausen-Wiesentheid umgewandelt, 1853 wurde daraus das Landgericht Wiesentheid gebildet.